# Baissea major
Baissea major är en oleanderväxtart som först beskrevs av Otto Stapf, och fick sitt nu gällande namn av William Philip Hiern. Baissea major ingår i släktet Baissea och familjen oleanderväxter. Inga underarter finns listade i Catalogue of Life.